# الانتحار في السويد

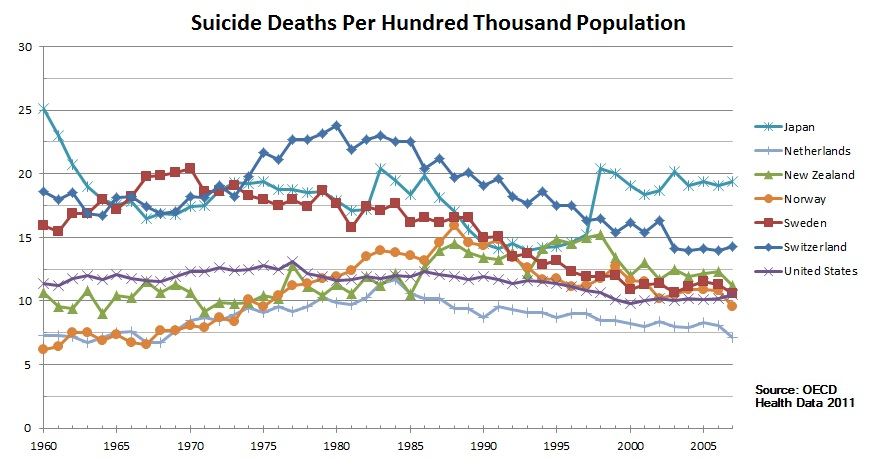

إن نسبة الانتحار في السويد أقل من معدل الانتحار لمنظمة التعاون الاقتصادي والتنمية. كانت معدلات الانتحار للسويد خلال ستينيات القرن العشرين من بين أعلى معدلات الانتحار المبلّغ عنها على مستوى بلدان العالم الأول المتقدمة، ولكن انخفضت بالتوازي مع تحديد المعايير الدولية لطرق القياس الإحصائية.
سُجِلت 1378 حالة انتحار في البلاد عام 2011 وهو ما يعادل نسبة 17.5 لكل 100,000 نسمة. وظهرت أعلى معدلات الانتحار عند عرضها حسب الفئات العمرية للأفراد في الفئة العمرية الواقعة ما بين 45 حتى 74 سنة، بينما كانت أخفض المعدلات عند الأفراد الذين تراوحت أعمارهم من 15 حتى 24 سنة.
تظهر أعلى معدلات الانتحار عند فصلها بحسب جنس المنتحرين عند الرجال أكثر منها عند النساء، فقد سُجِلت 962 حالة انتحار للرجال مقابل 416 حالة انتحار للنساء في ذات إحصائية عام 2011 السالفة الذكر.
ذكرت مقالة في صحيفة نيويورك تايمز عام 2011 أن «دراسات عدة أظهرت بأن أماكن مثل الدنمارك والسويد والتي تستمر في تسجيل درجات عالية من السعادة والرضا عن الحياة لديها أيضاً معدلات انتحار مرتفعة نسبياً». ونقلت المقالة حول السبب الكامن وراء ذلك بأنه: «يتكهن بعض العلماء الاجتماعيين بأن النزعات هذه غير مرتبطة على الأرجح، ويمكن تفسيرها بالعوامل الإقليمية كفصول الشتاء المظلمة أو الاختلافات الثقافية إزاء الانتحار.»

## وصلات خارجية
- National Centre for Suicide Research and Prevention of Mental lll-Health
- Självmordsinformation över Internet (بالسويدية)